# Тит Секстий Магий Латеран (консул 197 года)
Тит Секстий Магий Латеран (лат. Titus Sextius Magius Lateranus) — римский государственный деятель конца II века.

## Биография
Латеран происходил из старинной фамилии, корни которой восходили ко временам существования Римской республики. Его отцом был консул 154 года Тит Секстий Латеран.
В 195 году в качестве дукса Латеран принимал участие в парфянской кампании императора Септимия Севера, которому он обязан своим огромным богатством. В 197 году он занимал должность ординарного консула вместе с Луцием Куспием Руфином.
В Риме Латерану принадлежал знаменитый дворец, названный в его честь, который впоследствии стал резиденцией римских пап.